# Novo Selo (Mavrovo a Rostuša)
Novo Selo (makedonsky: Ново Село) je vesnice v opštině Mavrovo a Rostuša v Severní Makedonii. Nachází se v Položském regionu. 
Podle sčítání lidu v roce 2002 žije v opštině 33 obyvatel a všichni jsou Makedonci. 